# Piper begoniiforme
Piper begoniiforme är en pepparväxtart som beskrevs av Truman George Yuncker. Piper begoniiforme ingår i släktet Piper och familjen pepparväxter. Inga underarter finns listade i Catalogue of Life.